# Expédition 30 (ISS)
Insigne de la mission
Équipage de l'expédition 30
Chronologie
Expédition 29 Expédition 31

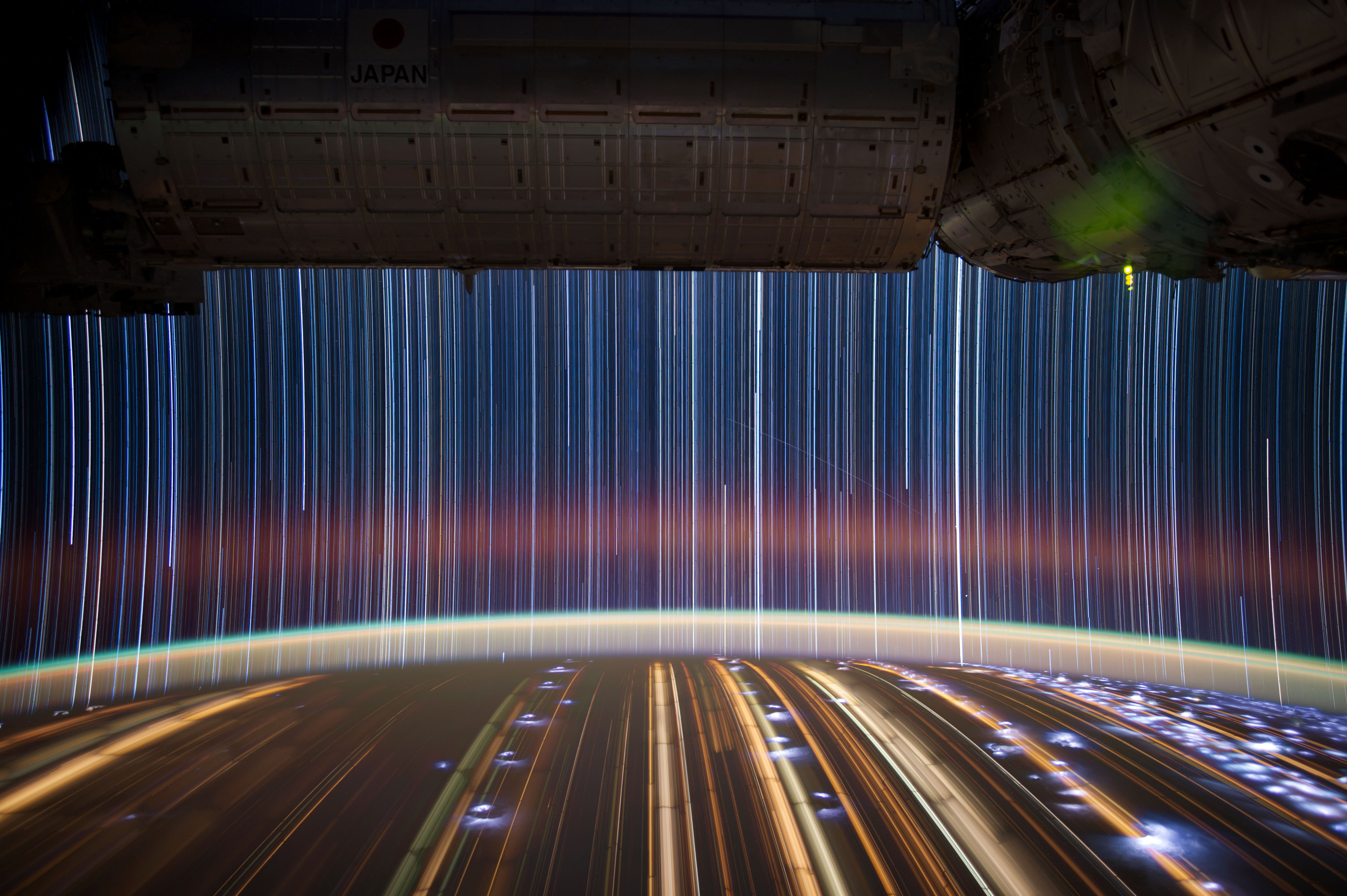
Image composite d'un filé d'étoiles créée par Donald Pettit, membre de l'équipage de la station spatiale internationale Expedition 30. Il explique : "Mes images de traînées d'étoiles sont réalisées en prenant une exposition de 10 à 15 minutes. Cependant, avec les appareils photo numériques modernes, 30 secondes est à peu près la plus longue exposition possible, en raison du bruit des détecteurs électroniques qui masque l'image. Pour obtenir des expositions plus longues, je fais ce que font de nombreux astronomes amateurs. Je prends plusieurs expositions de 30 secondes, puis je les "empile" à l'aide d'un logiciel d'imagerie, ce qui permet d'obtenir une exposition plus longue." L'image comprend de nombreuses lumières naturelles et artificielles que les astronautes voient lorsqu'ils passent au-dessus de la face nocturne de la Terre. Au sol, les éléments fixes tels que les villes apparaissent sous la forme de traînées jaune-blanc pâles. En regardant vers l'horizon, des orages parsèment le paysage. De nombreuses images compilées ont capté des éclairs d'un blanc éclatant. Au-dessus de l'horizon, un léger phénomène vert-jaune appelé lumière du ciel nocturne embrase la haute atmosphère. Un trait de lumière qui n'est pas aligné avec les autres distingue un satellite. La caméra utilisée pour ces prises de vue est montée sur un support dans la Coupole.

L'Expédition 30 est le 30e roulement de l'équipage permanent de la Station spatiale internationale (ISS). Cette expédition commence officiellement le 21 novembre 2011. Les premiers membres de l'équipage, Dan Burbank, Anton Shkaplerov et Anatoli Ivanichine, sont arrivés à la station spatiale internationale en novembre 2011 avec Soyouz TMA-22 durant la dernière phase de l'expédition 29.

## Équipage
| Position           | Première Partie (décembre 2011)         | Seconde Partie (décembre 2011 à mars 2012) |
| ------------------ | --------------------------------------- | ------------------------------------------ |
| Commandant         | Daniel C. Burbank, NASA 3e vol spatial  | Daniel C. Burbank, NASA 3e vol spatial     |
| Ingénieur de vol 1 | Anton Shkaplerov, RSA 1er vol spatial   | Anton Shkaplerov, RSA 1er vol spatial      |
| Ingénieur de vol 2 | Anatoli Ivanichine, RSA 1er vol spatial | Anatoli Ivanichine, RSA 1er vol spatial    |
| Ingénieur de vol 3 |                                         | Oleg Kononenko, RSA 2e vol spatial         |
| Ingénieur de vol 4 |                                         | André Kuipers, ESA 2e vol spatial          |
| Ingénieur de vol 5 |                                         | Donald Pettit, NASA 3e vol spatial         |